# 鹿野浩四郎
鹿野 浩四郎（しかの こうしろう、1947年〈昭和22年〉10月27日 - ）は、日本の俳優、アナウンサー、画家。

## 人物・経歴
1947年10月27日午後2時22分生まれ。東京都江戸川区小岩生まれ。東京都立墨田川高等学校より、俳優座養成所にあたる桐朋学園大学演劇科へ進む。1968年、劇団俳優座に所属、舞台・映画・TV等に多数出演。1978年4月～1984年3月、NHK『600 こちら情報部』のキャスターとして毎週月曜～金曜、約1500回の生放送に出演。
1988年～1990年、東日本放送のメーキングキャスターとして出演。1990年～2003年、テレビ神奈川の司会者として出演。 
その後、絵師・佐藤勝彦に師事し、墨彩画家としての活動を始める。 

## 出演番組
- 太陽の涙（1971年、TBS）
- 幸福相談（1972年、TBS）
- 華麗なる刑事 第31話「拳銃の報酬」（1977年、CX・東宝）
- 600 こちら情報部
- 忍ぶ川